# BMW N46
BMW N46 — бензиновый двигатель внутреннего сгорания немецкого автоконцерна BMW, производство которого началось в 2004 году и закончилось в 2015 году. Пришёл на смену двигателю BMW N42.
Впервые двигатель BMW N46 был представлен на BMW E46. С сентября 2004 года двигатель устанавливался на BMW E87. В отличие от BMW N42, двигатель BMW N46 имеет пересмотренный коленчатый вал, впускной коллектор и клапанный механизм. В 2007 году двигатель был модернизирован и получил индекс BMW N46N. Красная зона начинается с 6500 об/мин.
Производство завершилось в 2015 году.

## Технические характеристики
| Тип      | Объём    | Мощность                            | Крутящий момент         | Год  |
| -------- | -------- | ----------------------------------- | ----------------------- | ---- |
| N46B18   | 1796 см3 | 85 кВт (114 л. с.) при 5500 об/мин  | 175 Н*м при 3750 об/мин | 2004 |
| N46B20U1 | 1995 см3 | 95 кВт (127 л. с.) при 5750 об/мин  | 180 Н*м при 3250 об/мин | 2005 |
| N46B20U2 | 1995 см3 | 100 кВт (136 л. с.) при 5750 об/мин | 180 Н*м при 3250 об/мин | 2007 |
| N46B20U0 | 1995 см3 | 105 кВт (141 л. с.) при 6000 об/мин | 200 Н*м при 3750 об/мин | 2007 |
| N46B20O1 | 1995 см3 | 110 кВт (148 л. с.) при 6200 об/мин | 200 Н*м при 3600 об/мин | 2004 |
| N46B20O1 | 1995 см3 | 110 кВт (148 л. с.) при 6200 об/мин | 200 Н*м при 3750 об/мин | 2004 |
| N46NB20  | 1995 см3 | 127 кВт (170 л. с.) при 6400 об/мин | 210 Н*м при 4100 об/мин | 2007 |